# 리 트레이시

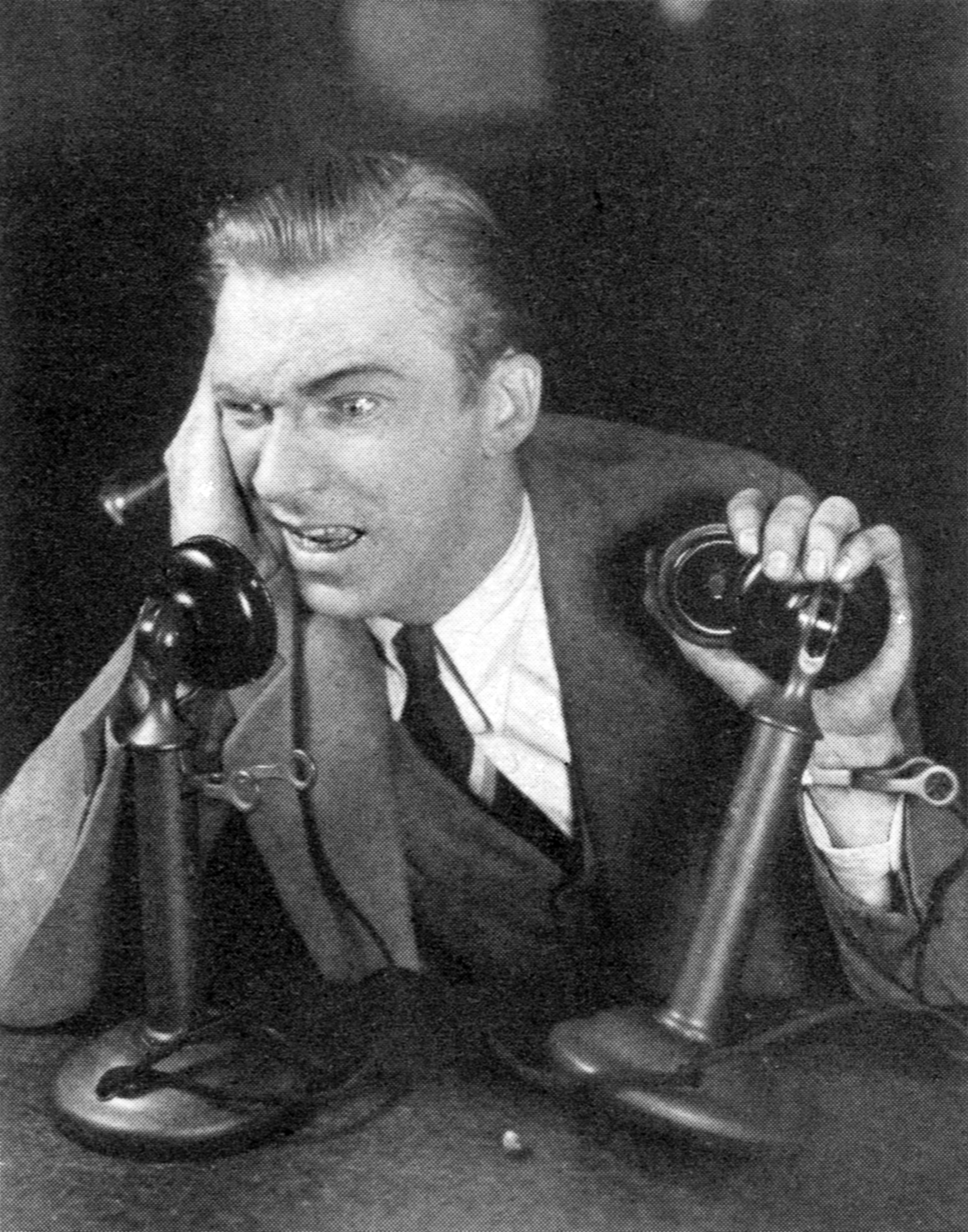

리 트레이시(Lee Tracy, 1898년 4월 14일 ~ 1968년 10월 18일)는 미국의 연극 배우, 영화배우, 텔레비전 배우이다.
애틀랜타에서 태어났으며 샌타모니카에서 사망하였다. 사인은 간암이다. 펜실베이니아주에 매장되었다.

## 영화
- 베스트 맨 (1964년)
- 레몬 드롭 키드 (1934년)
- 더 뉴슨스 (1933년)
- 밤쉘 (1933년)
- 8시 석찬 (1933년)
- 무모한 천성 (1930년)